# Atrina pectinata
 Atrina pectinata (synoniem: Pinna pectinata) is een in zee levende tweekleppige uit de familie Pinnidae.

## Beschrijving

### Schelpkenmerken
Atrina pectinata heeft een breekbare schelp met een langgerekt driehoekige vorm. De umbo is geheel aan de voorzijde van de schelp geplaatst. De onderzijde is aan één kant afgerond en aan de andere kant hoekig. De buitenkant van de schelp heeft een enigszins schilferig oppervlak, de binnenkant heeft een oppervlak met parelmoerglans.

### Afmetingen
- Lengte: 25 à 30 cm; fossiele exemplaren uit het Noordzeegebied zijn meestal veel kleiner.

### Habitat
Leeft in verticale positie half ingegraven, vastgehecht met byssusdraden, in modderige en zandige bodems beneden de getijdenzone.

### Areaal
Tegenwoordig heeft deze soort een Mediterrane verspreiding. Komt in de recente fauna van de Noordzee niet voor.

### Fossiel voorkomen
In het Noordzeegebied is de soort aanwezig in Miocene en Pliocene afzettingen van België, Nederland en Engeland.
In de ondergrond van Antwerpen is in de mariene Pliocene afzettingen de 'Laag met Pinna' bekend. Het betreft een laag met een opeenhoping van zeer veel exemplaren van Atrina pectinata.

### Verhouding tot de mens
Van Atrina en de verwante Pinna-soorten zijn parels bekend die overigens geen commerciële waarde hebben.

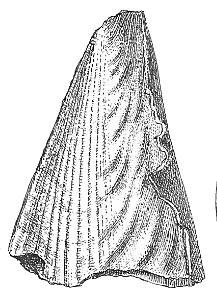
Atrina pectinata - Afgebeeld door Wood (1851-1865)